# Equitazione ai Giochi della XXVIII Olimpiade

## Podi
| Evento                 | Oro | Perf.  | Argento | Perf.  | Bronzo | Perf.  |
| Salto ostacoli         | |        | |        | |        |
| Individuale (dettagli) | Brasile Rodrigo Pessoa (Baloubet du Rouet) | 8      | Stati Uniti Chris Kappler (Royal Kaliber) | 8      | Germania Marco Kutscher (Montender) | 9      |
| A squadre (dettagli)   | Stati Uniti Peter Wylde (Fein Cera) Beezie Madden (Authentic) McLain Ward (Sapphire) Chris Kappler (Royal Kaliber)                                                               | 20     | Svezia Rolf-Göran Bengtsson (Mac Kinley) Malin Baryard (Butterfly Flip) Peter Eriksson (Cardento) Peder Fredericson (Magic Bengtsson)                            | 20     | Germania Otto Becker (Dobels Cento) Marco Kutscher (Montender) Christian Ahlmann (Cöster) Ludger Beerbaum (Goldfever)                                     | 21     |
| Dressage               | |        | |        | |        |
| Individuale (dettagli) | Paesi Bassi Anky van Grunsven (Salinero) | 79.278 | Germania Ulla Salzgeber (Rusty) | 78.833 | Spagna Beatriz Ferrer-Salat (Beauvalais) | 76.667 |
| A squadre (dettagli)   | Germania Heike Kemmer (Bonaparte) Hubertus Schmidt (Wansuela Suerte) Martin Schaudt (Weltall) Ulla Salzgeber (Rusty)                                                             | 74.563 | Spagna Beatriz Ferrer-Salat (Beauvalais) Juan Antonio Jiménez (Guizo) Ignacio Rambla (Oleaje) Rafael Soto (Invasor)                                              | 72.917 | Stati Uniti Lisa Wilcox (Relevant 5) Günter Seidel (Aragon) Deborah McDonald (Brentina) Robert Dover (Kennedy)                                            | 71.500 |
| Concorso completo      | |        | |        | |        |
| Individuale (dettagli) | Regno Unito Leslie Law (Shear l'Eau) | 44,4   | Stati Uniti Kimberly Severson (Winsome Adante) | 45,2   | Regno Unito Pippa Funnell (Primmore's Pride) | 46,6   |
| A squadre (dettagli)   | Francia Arnaud Boiteau (Expo du Moulin) Cédric Lyard (Fine Mervielle) Didier Courrèges (Debat d'Estruval) Jean Teulère (Espoir de la Mare) Nicolas Touzaint (Galan de Sauvagere) | 140,4  | Regno Unito Jeanette Brakewell (Over to You) Mary King (King Solomon III) Leslie Law (Shear l'Eau) Pippa Funnell (Primmore's Pride) William Fox-Pitt (Tamarillo) | 143,0  | Stati Uniti Kimberly Severson (Winsome Adante) Darren Chiacchia (Windfall 2) John Williams (Carrick) Amy Tryon (Poggio II) Julie Richards (Jacob Two Two) | 145,6  |

## Medagliere
| Posizione | Paese         |   |   |   | Totale |
| --------- | ------------- | - | - | - | ------ |
| 1         | Stati Uniti   | 1 | 2 | 2 | 5      |
| 2         | Germania      | 1 | 1 | 2 | 4      |
| 3         | Gran Bretagna | 1 | 1 | 1 | 3      |
| 4         | Brasile       | 1 | 0 | 0 | 1      |
| 4         | Francia       | 1 | 0 | 0 | 1      |
| 4         | Paesi Bassi   | 1 | 0 | 0 | 1      |
| 7         | Spagna        | 0 | 1 | 1 | 2      |
| 8         | Svezia        | 0 | 1 | 0 | 1      |
| Totale    | Totale        | 6 | 6 | 6 | 18     |